# Karl Joseph Hiernle

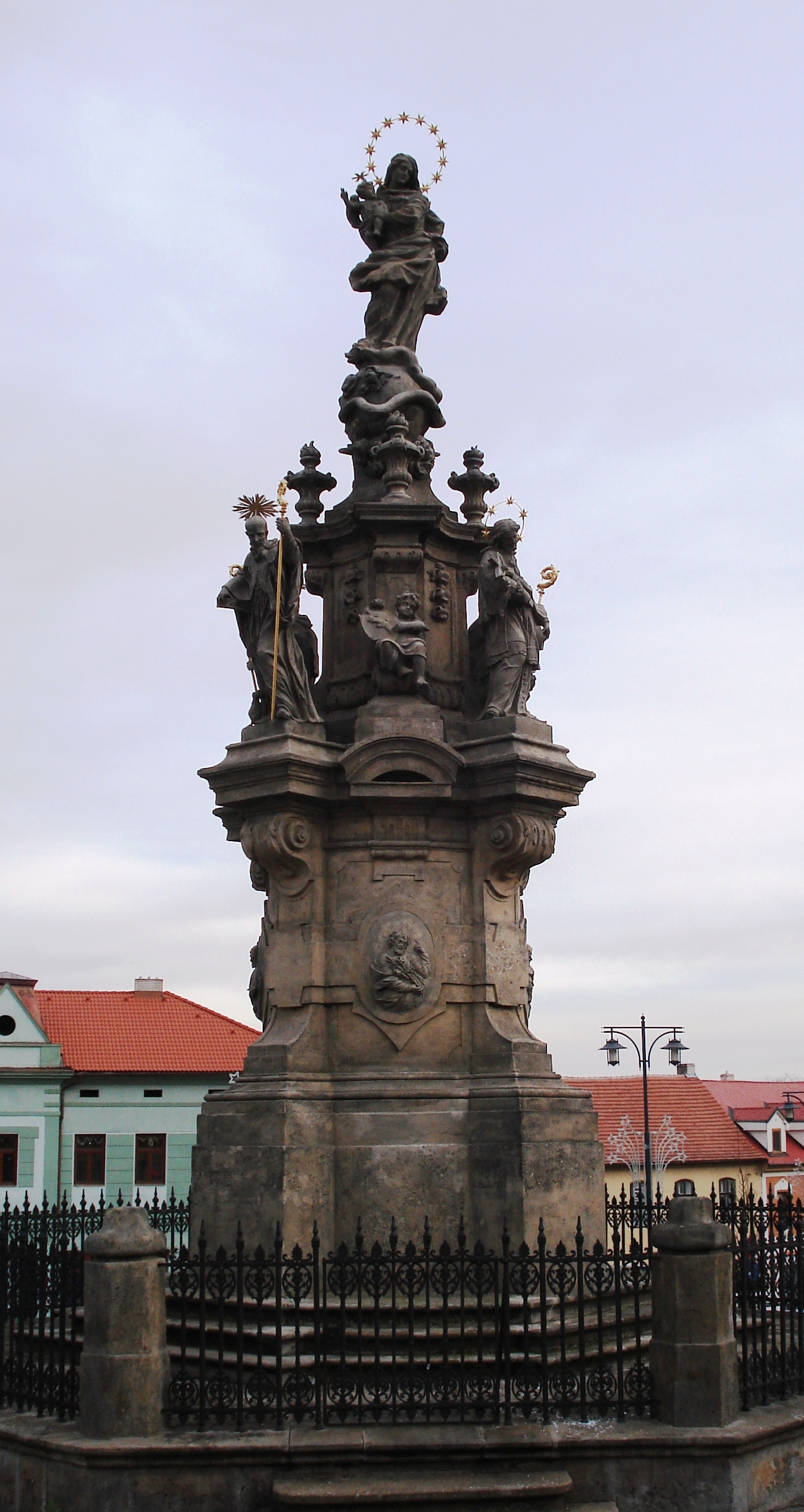
Kladno, Mariensäule

Karl Joseph Hiernle (auch: Carl Joseph Hiernle; * um 1693; † vor 28. Februar 1748 in Prag) war ein Bildhauer und Bildschnitzer des Barocks.

## Werdegang
Karl Joseph Hiernle entstammte vermutlich der Landshuter Bildhauer- und Bildsschnitzerfamilie Hiernle. Wahrscheinlich absolvierte er eine Lehre in den Werkstätten des Ferdinand Maximilian Brokoff und des Mathias Wenzel Jäckel. Große Aufträge erhielt er vom Braunauer Abt Othmar Daniel Zinke für die Ordensbauten in Wahlstadt, Broumov, Břevnov und Hrdly, die vom Braunauer Stiftsbaumeister Kilian Ignaz Dientzenhofer geleitet wurden.
Der überwiegend in Mähren tätige Bildhauer Franz Hiernle war der Sohn von Karl Joseph Hiernle.

## Werke
- Klosterkirche in Wahlstatt: Stein- und Holzfiguren an der Fassade, der Hochaltar, die Reliquiare für die Seitenaltäre und der Orgelprospekt (1728–1730).
- Stift Broumov: Christus am Ölberg und Verkündigung Mariä (1730)
- Stift Břevnov: Statue des hl. Benedikt am Portal (1740)
- Žižice Okres Kladno: Statue des hl. Prokop (1741)
- Hrdly: Statue des hl. Benedikt (1745)
- Kladno: Mariensäule (1741)
- Kunstgewerbemuseum Prag: zwei Marienstatuen

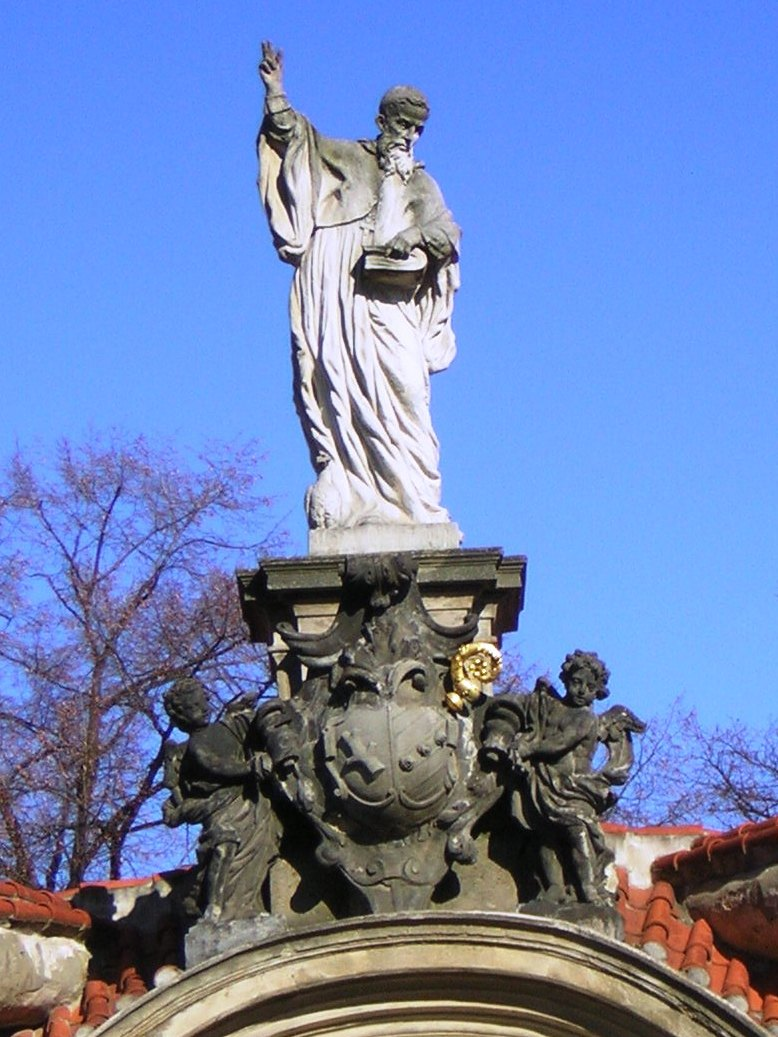
Stift Břevnov, Statue des hl. Benedikt
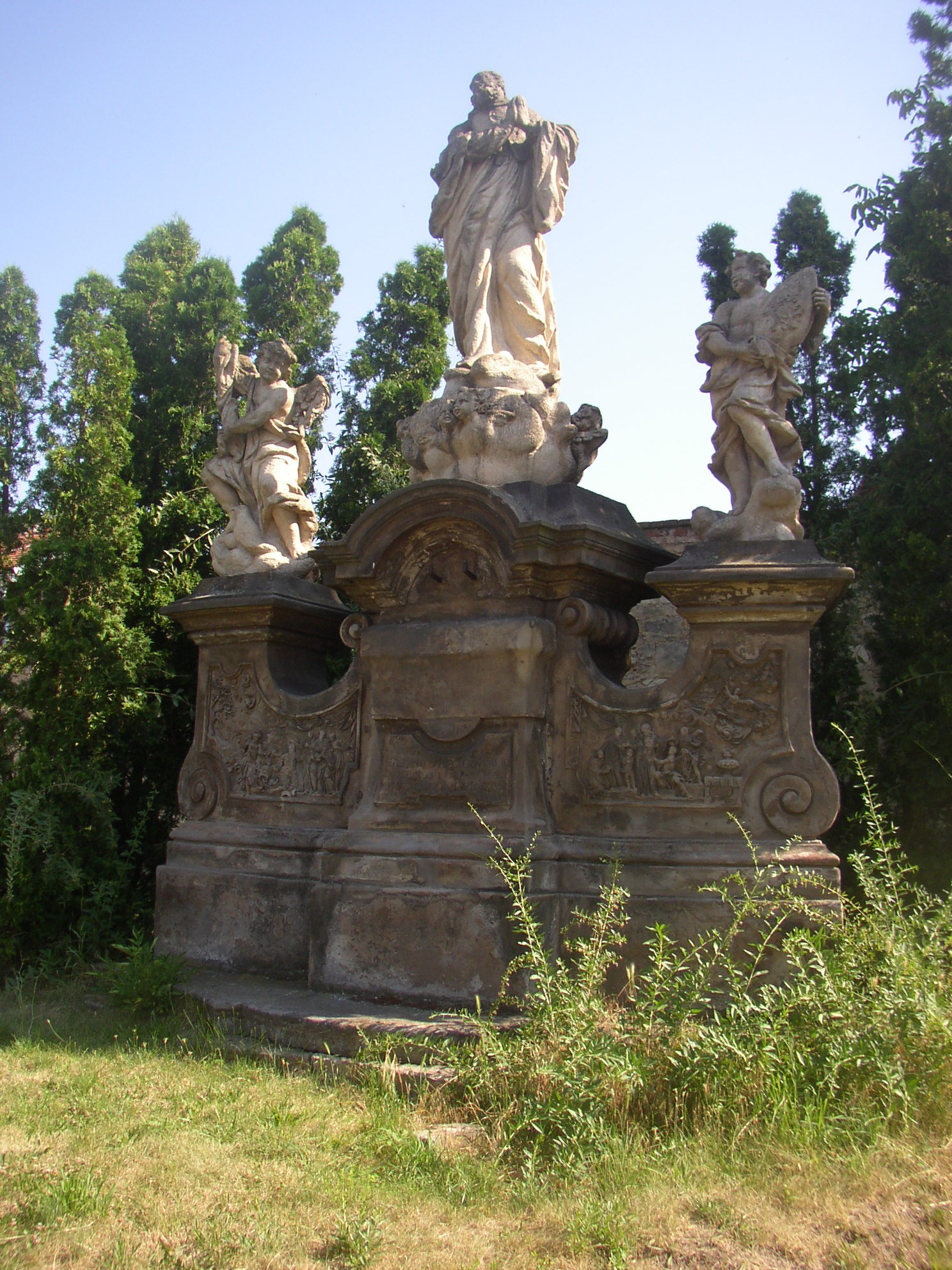
Hrdly, Statue des hl. Benedikt